# 김주철 (언론인)

김주철(金周喆, 1941년 11월 27일~2024년 10월 19일)는 대한민국의 언론인이다. 종교는 천주교(세례명: 베드로)이다.

## 학력
- 1960년 경기고등학교 졸업
- 1967년 서울대학교 중어중문학과 졸업
- 1995년 연세대학교 대학원 최고위정책과정 수료
- 2004년 세종대학교 언론홍보대학원 석사과정 수료

## 경력
- 1966년~1973년 동양방송 프로듀서(PD) 입사
- 1973년 KBS 보도국 입사
- 1976년 KBS 보도국 차장
- 1981년 KBS 보도국 뉴스80부장
- 1987년 KBS 보도국 청주방송총국 보도국 국장
- 1988년 KBS 보도국 부국장
- 1989년~1992년 KBS 제작위원 부국장대우
- 1992년~1993년 KBS 편성실 보도, 스포츠담당 전문위원
- 1993년 KBS 편성실 방송자료실 실장
- 1993년 KBS 보도제작국 주간
- 1994년 KBS 국제방송국 국장
- 1995년 KBS 영상사업단 이사
- 1997년~1998년	KBS 비서실 실장 국장
- 1998년~1999년 KBS 영상사업단 이사
- 1999년 한국시청각교육연구원 부사장
- 2000년 6월~2000년 10월 경인방송(iTV) 부회장
- 2000년 11월~2004년 2월 경인방송(iTV) 대표이사 사장

## 가족 관계
- 배우자: 공미정
  - 아들: 김태완
    - 며느리: 윤숙현
      - 손주: 김윤우, 김자령